# كينيث بريثويت
كينيث بريثويت (بالإنجليزية: Kenneth Braithwaite) هو ضابط بحري ودبلوماسي وشخصية أعمال أمريكي، ولد في 1960 في ليفونيا في الولايات المتحدة.